# Вулкан (футбольный клуб)
«Вулкан» — существовавший ранее советский футбольный клуб из города Петропавловск-Камчатский.

## История
В чемпионате СССР «Вулкан» играл в третьей и четвёртой по силе лигах (вторая и вторая низшая) в 1970—1974 и 1989—1991 годах. Наивысшее достижение — второе место в 5-ой зоне второй лиги и 4-е место в полуфинальном турнире в 1974 году.
В 1973 году команда стала обладателем Кубка РСФСР под руководством Арсена Найдёнова. 8 сентября в финальном матче в Пскове был обыгран «Машиностроитель» 1:0.
Команда была расформирована за нарушение финансовой дисциплины.
В 1989 году при обкоме комсомола была создана команда второй лиги, входившая в кооператив «Атлет». На матчах собиралось до 10 тысяч зрителей.
После первенства 1991 года клуб был расформирован в связи с отсутствием денежных средств. По версии, озвученной Найдёновым (Розманом), клуб был расформирован Спорткомитетом СССР за нарушение регламента: «В определенный момент появились люди из контрольно-ревизионного управления. Скрывать не стану, подбил камчатское начальство на доплаты игрокам: по 150 нелегальных рублей за победу. Кто-то настучал, комиссия выявила „левые“ доходы. Из Москвы пришла телеграмма: „Вулкан“ распустить, всех пожизненно дисквалифицировать».